# Иванов, Евгений Иванович (геолог)
Евгений Иванович Иванов (1926—2013) — советский геолог, лауреат Ленинской премии (1966).

## Биография
Окончил Саратовский нефтяной техникум (1945) и Московский нефтяной институт (1951).
- 1951—1953 инженер, начальник участка бурения, начальник производственно технического отдела конторы бурения № 2 треста "Татбурнефть,
- 1953—1957 главный инженер конторы бурения № 1 треста «Альметьевскбурнефть»,
- 1957—1960 директор конторы бурения № 4 треста «Татбурнефть» ,
- 1960—1968 начальник Западно-Казахстанского геологического управления Мингео Казахской ССР,
- 1968—1972 начальник Управления «Казахстаннефтегаз-разведка»,
- 1972—1987 заместитель начальника Управления морских геологоразведочных работ Министерства геологии СССР,
- 1987—1998 главный специалист по нефти и газу объединения «Зарубежгеология».

Руководил поисками нефти в Западном Казахстане, в междуречье Урала и Волги, на Сахалине (получен первый нефтяной фонтан).
Лауреат Ленинской премии (1966) — за открытие нефтяных месторождений на полуострове Мангышлак.
Награждён орденом «Знак Почёта», медалью «За доблестный труд. В ознаменование 100-летия со дня рождения В. И. Ленина». Первооткрыватель месторождений, Почетный геологоразведчик.